# Lars Filip Ehrenstéen
Lars Filip Ehrenstéen eller Lars Filip Ehrensten, född 2 januari 1662, död 16 april 1700 på slottet i Ottersberg utanför Bremen, var en svensk militär.
Lars Filip Ehrenstéen var son till det kungliga rådet Edvard Ehrenstéen och dennes hustru Catharina Wallenstedt samt brorson till lagmannen Carl Ehrenstéen och kaptenen Edvard Ehrenstéen. Han blev student vid Uppsala universitet den 3 juni 1670. 1680 blev han hovjunkare hos Karl XI. Han gick i Lüneburgs tjänst 1688 och han utnämndes till kapten och befordrades senare till major. 1697 utnämndes han till major vid Garnisonsregementet i Bremen och samtidigt till kommendant vid slottet Ottersberg. Han avled där ogift år 1700.